# Джонс, Филдер
Филдер Эллисон Джонс (англ. Fielder Allison Jones, 13 августа 1871, Шинглхаус, Пенсильвания — 13 марта 1934, Портленд, Орегон) — американский бейсболист, центрфилдер, менеджер. Наиболее известен как играющий тренер «Чикаго Уайт Сокс», выигравших Мировую серию 1906 года.

## Биография
Родился в Шинглхаусе, Пенсильвания. Профессиональную карьеру начал в 1893 году, выступая в Лиге штата Орегон. В главной лиге начал играть в 1896 году за «Бруклин Бриджрумс». В 1901 году перешёл в только что созданную команду «Чикаго Уайт Сокс». В 1906 году в качестве играющего тренера привёл команду к победе Мировой серии. 
В 1910 году в качестве тренера команды «Орегон Стейт Биверс» выиграл Северо-западный чемпионат. В 1914 году в качестве играющего тренера перешёл в «Сент-Луис Терьерс», выступавших в Федеральной лиге. После расформирования Лиги присоединился к «Сент-Луис Браунс».
Скончался от болезни сердца в 1934 году.